# جوليا بودمر
كانت الليدي جوليا غوينايث بودمر (أو جوليا بيلكينغتون عند الولادة؛ 31 يوليو من عام 1934- 29 يناير من عام 2001) عالمة وراثة بريطانية واقتصاديةً متمرسةً. أصبحت بودمر من الخبراء الرائدين في العالم في مجال علم أمصال مستضد الكريات البيضاء البشرية (HLA) والتعريف الجيني لنظام مستضد الكريات البيضاء البشرية (HLA)، وذلك بعد مشاركتها في اكتشاف وتعريف نظام مستضد الكريات البيضاء البشرية للعلامات الجينية. ساعدت اكتشافاتها -باعتبارها شخصيةً بارزةً في مجال علم الوراثة المناعي- على فهم وتطوير المعرفة حول ارتباطات مستضد الكريات البيضاء البشرية بالأمراض، بما في ذلك متلازمة نقص المناعة المكتسبة (الإيدز) والسرطان. تعاونت طوال حياتها المهنية مع زوجها، عالم الوراثة البشرية والسرطان السير والتر بودمر، على الرغم من كونها عالمةً مميزةً بحد ذاتها. أنجب الزوجان ثلاثة أطفال.

## نشأتها وتعليمها
ولدت جوليا بيلكينغتون في مانشستر، وارتادت مدرسة مانشستر الثانوية للإناث حيث أصبحت عريفة المدرسة. حصلت جوليا على منحة دراسية إلى كلية ليدي مارغريت هول لدراسة الفلسفة والسياسة والاقتصاد (PPE)، لتتخصص بعدها في الاقتصاد والإحصاء. قابلت جوليا زميلها والتر بودمر (الذي تزوجته لاحقًا) عندما كانا ما يزالان في المدرسة، وتزوجا بعد التخرج في عام 1956، لتنتقل بعد ذلك إلى كامبريدج، في حين أكمل زوجها دراسته للحصول على درجة الدكتوراه.

## مسيرتها المهنية
شغلت بودمر منصب المساعد الإحصائي للاقتصادي دبليو بي ريداواي في جامعة كامبريدج بين عامي 1956 و1959. انتقلت بعد ذلك إلى ستانفورد مع زوجها وأطفالها الثلاث الصغار في عام 1960، حيث عملت في البداية في منصب مساعد باحث في مختبر أخصائية علم الدم الدكتورة روز باين، قبل أن تنتقل للعمل في مختبر زوجها. انتقلت جوليا بعد ذلك للعمل في مجال علم أمصال مستضد الكريات البيضاء البشرية، بسبب خلفيتها الإحصائية الجيدة وقدرتها على إدارة مجموعات كبيرة ومعقدة من البيانات، متعاونةً مع زوجها وباين. عملت خلال هذا الوقت على كتابة الأنسجة، ووضعت الأساس لاكتشاف أول جين من بين الجينين الأوليين في نظام مستضد الكريات البيضاء البشرية.
عادت العائلة إلى إنجلترا في عام 1970، وتولى السير والتر رئاسة قسم علم الوراثة في جامعة أوكسفورد. عُينت جوليا مسؤولةً عن الأبحاث في مختبر علم الوراثة، حيث واصلت عملها على ارتباطات أمراض مستضد الكريات البيضاء البشرية مع بعضها البعض وتوزع أنواع مستضد الكريات البيضاء البشرية بين المجموعات البشرية. كانت مسؤولةً عن تسليط الضوء على العلاقة بين نوع مستضد الكريات البيضاء البشرية والتهاب المفاصل الروماتويدي عند اليافعين والتهاب الفقار القسطي لدى النساء، وساعدت في إنشاء الأساس المناعي لهذه الأمراض.
انتقلت عائلة بودمر للعمل في الصندوق الإمبراطوري لأبحاث السرطان (ICRF) في لندن في عام 1979، حيث أصبح السير والتر مديرًا له. اكتسبت جوليا بحلول ذلك الوقت سمعةً دوليةً، وأصبحت أستاذةً تترأس مختبر توليد مستضدات الأنسجة في الصندوق الإمبراطوري لأبحاث السرطان. استطاعت جوليا خلال هذه الفترة توسيع عملها، وقدمت مساهمات كبيرة فيما يتعلق بوراثيات لمفوما هودجكين، ولمفوما بيركت وسرطان الخصية. استطاعت جوليا أن تساهم في تحديد أول جين قابل للإصابة بسرطان الخصية، وذلك نتيجةً لعملها في الصندوق الإمبراطوري لأبحاث السرطان. عادت جوليا إلى أوكسفورد -حيث عُين زوجها عميدًا لكلية هيرتفورد- بعد تقاعدها من الصندوق الإمبراطوري لأبحاث السرطان. أسس الزوحان معًا مختبرًا جديدًا في معهد الطب الجزيئي، حيث عملا على الاختلاف الوراثي في المجموعات البشرية.
عملت بودمر في لجان مختلفة، بما في ذلك ترأسها في عام 1992 لمجموعة التوافق النسيجي وعلم الوراثة المناعي التي أسستها بنفسها، وعملت أيضًا بين عامي 1996 و1997سكرتيرةً للمؤسسة الأوروبية لعلم المناعة (EFI) قبل أن تترأسها، بالإضافة إلى ممارستها للعديد من الأنشطة المهنية الأخرى. لعبت بودمر دورًا هامًا في لجنة التسميات التابعة لمنظمة الصحة العالمية. أمضت أيضًا بعض الوقت في تشجيع العلماء الجدد في مجال علم الوراثة المناعي والترحيب بهم في مختبراتها في لندن في الصندوق الإمبراطوري لأبحاث السرطان، وفي أوكسفورد فيوقت لاحق.